# La vetrina
La vetrina è un singolo del cantante italiano Renato Zero, pubblicato il 13 settembre 2019.

## Descrizione
Il singolo è il secondo brano estratto dal trentunesimo album in studio Zero il Folle, pubblicato il 4 ottobre 2019. 

## Video
Il videoclip della canzone è stato girato a Ravenna. La regia è di Stefano Salvati.
Prodotto per Daimon Film, il video è stato mostrato in anteprima ad Imaginaction, Festival Internazionale del Videoclip Musicale.

## Tracce
Download digitale
1. La vetrina – 3:43